# Elizabeth Peters
Elizabeth Peters ist ein Pseudonym von Barbara Louise Gross Mertz (* 29. September 1927 in Canton, Illinois; † 8. August 2013 in Frederick, Maryland), einer US-amerikanischen Krimi-Schriftstellerin.

## Leben
Barbara Mertz verbrachte ihre Schul- und Studienzeit in Chicago, wo sie 1947 den BA und 1950 den MA erreichte, und schließlich 1952 den Doktorgrad in Ägyptologie vom Oriental Institute verliehen bekam. In dieser Zeit schrieb sie zwei Sachbücher über das Alte Ägypten, die bis heute durchgehend im Buchhandel erhältlich sind. Gleichzeitig schrieb sie bereits zu dieser Zeit mehrere Gothic- und Supernatural-Thriller, die von 1966 an veröffentlicht wurden, insgesamt 28 Titel an der Zahl. Zu Studienzwecken verbrachte sie zu dieser Zeit zwei Jahre in Deutschland, unter anderem in München. Ein Verleger sprach sie darauf an, einen fiktionalen Roman über das Alte Ägypten zu schreiben, und bat sie, hierfür ein Pseudonym zu verwenden, um ihre beiden Buchreihen deutlich voneinander zu unterscheiden.
Sie entschied sich schließlich für den Künstlernamen Elizabeth Peters, der sich aus den Namen ihrer beiden Kinder Elizabeth und Peter zusammensetzte, und von nun verliefen diese beiden Wege gleichrangig nebeneinanderher.
Mit Barbara Michaels wählte sie für die Krimireihe ein Pseudonym, das in guter Krimi-Tradition ein Monogramm ihres Namens bildete. 1966 erschien unter diesem Namen als erster Titel The Master of the Blacktower (dt.: Der Herr vom schwarzen Turm). In der Folge schrieb sie insgesamt 28 Romane, die vorwiegend als Gothic- und Supernatural-Thriller geschrieben sind, und ebenfalls bis heute gelesen werden.
Als Elizabeth Peters veröffentlichte sie 1968 mit The Jackal's Head (dt.: Das Grab des Königs) den ersten Roman, der ihre beiden Hauptleidenschaften Krimi und Ägyptologie vereinte.
Als Elizabeth Peters schrieb sie danach weitere Serien mit weiblichen Detektivinnen. Im Jahr 1972 begann sie dabei die Serie um die Bibliothekarin Jacqueline Kirby, um dann im Jahr 1973 die Vicky-Bliss-Reihe um eine in München arbeitende Kunstgeschichtlerin folgen zu lassen.
Erst im Jahr 1975 erschien der erste Roman mit der Heldin Amelia Peabody, die später zu ihrer berühmtesten Figur werden sollte. Der Roman trug den Titel Crocodile on the Sandbank (dt. als: Der Schatten des Todes). Die weltberühmte Reihe von Bestseller-Romanen brachte es im Laufe der folgenden Jahre zu insgesamt 19 Bänden, die auch in zahlreiche Sprachen übersetzt wurden.
Daneben war Barbara Mertz weiter wissenschaftlich tätig und war u. a. Mitglied des Editorial Advisory Boards des KMT-Journals ("A Modern Journal of Ancient Egypt"), das nach der Bezeichnung Kemet für das Alte Ägypten benannt ist, der Egypt Exploration Society und des nach James Henry Breasted benannten Circles des Oriental Institutes an der University of Chicago.
Mertz war dabei eine entschiedene Feministin und räumte diesem Thema in ihren Romanen einen besonderen Platz ein. Mertz gründete in diesem Zusammenhang unter anderem "Malice Domestic", eine in Washington ansässige Organisation für weibliche Kriminalschriftsteller, weil sie der Meinung war, dass zu viele Preise vorwiegend an Männer verliehen werden. Sie initiierte daneben auch ein Stipendium für Schriftstellerinnen am Hood College.
Barbara Mertz verstarb am 8. August 2013 in ihrem Haus in Maryland.
Erst aus dem Nachlass und mit der tätigen Hilfe ihrer inzwischen ebenfalls verstorbenen Freundin Joan Hess erschien am 25. Juli 2017 der letzte Band der Amelia-Peabody-Serie "The painted queen", das schnell zum New-York-Times-Bestseller avancierte.
Zu ihrem Andenken wurde die Seite remembering barbara mertz eingerichtet.

### Auszeichnungen
Für Ein todsicherer Bestseller aus der Jacqueline-Kirby-Reihe wurde sie mit dem Agatha Award ausgezeichnet. 2004 erhielt sie gemeinsam mit Kristen Whitbread für das Sachbuch Amelia Peabody’s Egypt: A Compendium den Agatha Award und wurde ebenfalls mit dem Preis für ihr Lebenswerk ausgezeichnet. 1998 bekam sie von Mystery Writers of America den Grand Master Award verliehen.

## Amelia-Peabody-Serie
Die Serie um Amelia Peabody beginnt in den 80er Jahren des 19. Jahrhunderts in Ägypten und wird seitdem chronologisch fortgesetzt. Die ebenso resolute wie eigenwillige Engländerin Amelia – ihr Markenzeichen ist ein Sonnenschirm, mit dem sie im wahrsten Sinne des Wortes bewaffnet ist – trifft dort den nicht minder unkonventionellen Radcliffe Emerson, der unter den einheimischen Ägyptern auch als „Vater der Flüche“ bekannt ist. Ihr von da an gemeinsamer Lebensweg führt sie alljährlich in den Wintermonaten zu Ausgrabungen nach Ägypten, wo sie zielsicher ein Verbrechen finden (oder es findet sie). Später ergänzt ihr gemeinsamer Sohn Ramses – anfangs ein vorlauter, neunmalkluger Bengel – die Familie und rückt später immer mehr in eine Hauptrolle.
Der Reiz an den Peabody-Romanen besteht nicht so sehr in den abenteuerhaften Krimi-Handlungen, als vielmehr in den skurrilen, aber liebenswerten Charakteren, den humorvollen, fast schon parodistischen Szenen und Handlungen und natürlich der Atmosphäre der ägyptischen Ausgrabungen verbunden mit dem historischen Hintergrund.

## Werke (Auswahl)

### Als Elizabeth Peters
Amelia Peabody
- Im Schatten des Todes (1975, Crocodile on the Sandbank)
- Der Fluch des Pharaonengrabes (1981, The Curse of the Pharaohs)
- Der Mumienschrein (1985, The Mummy Case)
- Im Tal der Sphinx (1986, Lion in the Valley)
- Der Sarkophag (1988, The Deeds of the Disturber)
- Verloren in der Wüstenstadt (1991, The Last Camel Died at Noon)
- Die Schlange, das Krokodil und der Tod (1992, The Snake, the Crocodile and the Dog)
- Der Ring der Pharaonin (1996, The Hippopotamus Pool)
- Ein Rätsel für Ramses (1997, Seeing a Large Cat)
- Die Hüter von Luxor (1998, The Ape Who Guards the Balance)
- Der Fluch des Falken (1999, The Falcon at the Portal)
- Der Donner des Ra (2000, He Shall Thunder in the Sky)
- Der Herr der Schweigenden (2001, Lord of the Silent)
- Die goldene Göttin (2002, The Golden One)
- Der Herr des Sturms (2003, Children of the Storm)
- Wächter des Himmels (2004, Guardian of the Horizon)
- Die Schlangenkrone (2005, The Serpent on the Crown)
- Das Königsgrab (2007, Tomb of the Golden Bird)
- Tod auf dem Tempelberg (2011, A River in the Sky)
- Die Königin von Amarna (2017, The painted Queen, noch nicht auf Deutsch erschienen)
- Das Ägypten der Amelia Peabody (Materialienband) - (2003, Amelia Peabody’s Egypt - A compendium, noch nicht auf Deutsch erschienen)

Jacqueline Kirby
- Der siebente Sünder (Das Geheimnis der Sieben) (1972, The Seventh Sinner)
- Der letzte Maskenball (Tödliches Spiel) (1974, The Murders of Richard III)
- Ein preisgekrönter Mord (Die tödliche Arznei) (1984, Die for Love)
- Ein todsicherer Bestseller (1989, Naked Once More) – mit dem Agatha Award ausgezeichnet

Vicky Bliss
- Der geheimnisvolle Schrein (1973, Borrower of the Night)
- Die Straße der fünf Monde (1978, Street of the Five Moons)
- Der blutrote Schatten (1983, Silhouette in Scarlet)
- Der versunkene Schatz (1987, Trojan Gold)
- Kreuzfahrt ins Ungewisse (1994, Night Train to Memphis)
- Die Hand des Pharaos (2008, The Laughter of Dead Kings, 2010 in Deutsch erschienen)

Andere
- Das Grab des Königs (1968, The Jackal’s Head)
- Der Ring des Unheils (1969, The Camelot Caper)
- Das Geheimnis der alten Schriftrollen (1970, The Dead Sea Cipher)
- Schatten im Mondlicht (1971, The Night of the Four hundred Rabbits)
- Gefährliche Verschwörung (1976, Legend in Green Velvet)
- Das Haus der Geister (1977, Devil May Care)
- Summer of the Dragon (1979)
- The Love Talker (1980)
- The Copenhagen Connection (1982)
- Was du heute kannst ermorden (1992) – Elizabeth Peters presents Malice Domestic

### Als Barbara Michaels
- Der Herr vom schwarzen Turm (1966, The Master of the Blacktower)
- Gefangene der Liebe (1967, Sons of the Wolf)
- Zeit der Ahnung (1973, Witch)
- Die verlorene Liebe (1985, Be Buried in the Rain)
- Die Spur der Rose (1992, Vanish With the Rose)
- Dem Zauber verfallen (1995, Stitches in Time)
- Das Haus der dunklen (bösen) Ahnungen (1993, House of Stone)
- Spuren der Vergangenheit (1976, Patriot’s Dream)
- Haus der Wiederkehr (Ammie, Come Home)
- Auf den Schwingen der Liebe (Wings of the Falcon)
- Tänzer der Glücks (Wait for What Will Come)
- Ambitionen (Smoke and Mirrors)
- Der schwarze Regenbogen (The Black Rainbow)
- Schatten des Glücks (Search the Shadows)
- Dunkel der Erinnerung (The Crying Child)
- Der Abschiedsbrief (Here I Stay)

### Als Barbara Mertz (Sachbücher)
- Mumien, Tempel, Pharaonen (1964, Temples, Tombs, and Hieroglyphs)
- Black Land, Red Land (1966)